# Mythology
Mythology è il quarto album in studio del tastierista statunitense Derek Sherinian, pubblicato il 9 novembre 2004 dalla Inside Out Music.

## Tracce
1. Day of the Dead – 8:20 (Sherinian/Tichy)
2. Alpha Burst – 4:55 (Stevens)
3. God of War – 5:16 (Sherinian/Tichy)
4. El Flamingo Suave – 4:54 (Sherinian/Stevens)
5. Goin' to Church – 4:46 (Sherinian)
6. One Way or the Other – 4:56 (Goodman/Phillips/Sherinian)
7. Trojan Horse – 3:55 (Sherinian/Tichy)
8. A View from the Sky – 4:55 (Stevens)
9. The River Song – 3:51 (Sherinian/Wylde)